# 1705 Tapio
1705 Tapio este un asteroid din centura principală, descoperit pe 29 septembrie 1941, de Liisi Oterma.